# Bruno Scultetus
Bruno Scultetus (* 6. November 1879 in Coburg; † 1956 in Baden-Baden) war ein deutscher Offizier, zuletzt Generalmajor der Wehrmacht.

## Leben
Bruno Scultetus trat am 1. März 1898, nachdem er das Abitur erhalten hatte, als Fahnenjunker in die Armee ein und wurde am 18. August 1899 im Infanterie-Regiment 95 (Gotha) zum Leutnant befördert. 1912 war er, ab 17. September 1909 Oberleutnant, vom Infanterie-Regiment 95 zum Großen Generalstab kommandiert. Hier wurde er am 1. Oktober 1913 zum Hauptmann befördert. Im darauffolgenden Jahr war er Adjutant der 23. Infanterie-Brigade. 1915 erhielt er den Militärverdienstorden 4. Klasse mit Schwertern.
Nach dem Krieg wurde Scultetus in die Reichswehr übernommen, aber bereits am 1. April 1920 wieder verabschiedet. Zum 1. Oktober 1933 erfolgte als E-Offizier im Rang eines Obersts (E) sein Wiedereintritt (RDA 1. April 1932). Ab 4. Juli 1934 war er im Stab des V. Armeekorps (Stuttgart).
Zu Kriegsbeginn war er im Stab der 7. Armee. Vom 17. Mai 1941 bis 9. Mai 1943 war er im Stab der neu aufgestellten Feldkommandantur 186, welche dem Befehlshaber des Rückwärtigen Heeresgebietes Nord unterstellt war. Am 1. August 1941 wurde er reaktiviert und am 1. Dezember 1941 zum Generalmajor befördert. Scultetus war zusätzlich von Dezember 1942 bis 10. Mai 1943 als Vertreter für Generalmajor Wilhelm-Hunold von Stockhausen Kommandeur der 281. Sicherungs-Division, welche ebenfalls dem Befehlshaber des Heeresgebietes Nord unterstellt war. Er kommandierte die Division während der Schlacht von Demjansk, welche anschließend zur Partisanenbekämpfung eingesetzt wurde. Vom 1. Juli 1943 bis 31. August 1943 war er der Kommandantur der Befestigungen Oberrhein zugeteilt. Am 1. September 1943 wurde er aus der Wehrmacht verabschiedet.